# Anielska diablica
Anielska diablica (cz. Anděl s ďáblem v těle) – czechosłowacki film komediowy z 1984 w reżyserii Václava Matějki. 

## Obsada
- Zdena Studenková jako Renáta Vaňková
- Božidara Turzonovová jako madam Gábi Stolařová
- Karel Heřmánek jako inspektor Bulis
- Dana Bartůňková jako Bulisová
- Miloš Kopecký jako Boura, szef sekcji w Ministerstwie Finansów
- Radoslav Brzobohatý jako konstruktor René Šulc
- Josef Vinklář jako poseł Rudolf Nikodým, posiadacz ziemski
- Jiří Korn jako Artur, piosenkarz i konferansjer
- Hana Buštíková jako tancerka Miriam, żona Artura
- Josef Větrovec jako komisarz First
- Josef Somr jako żandarm Halík
- Jan Hartl jako bankier Jiří Justic
- Daniela Vacková jako poetka Marie Luisa
- Jana Gýrová jako Věra
- Hana Talpová jako Ilonka
- Jaroslava Kretschmerová jako Rózinka
- Zora Kerova jako Kristýna
- Ljuba Krbová jako Boža
- Jiří Císler jako Čekan
- Věra Tichánková jako Doušová
- Evelyna Steimarová jako Elza
- Eduard Pavlíček jako Hlásek
- Jiří Kodet jako prokurent dr Jež
- Jana Břežková jako Kety
- Bořivoj Navrátil jako docent Pinc
- Petr Pospíchal jako tajniak Šejrek
- Hana Brejchová jako członkini Armii Zbawienia
- Miroslav Homola jako kelner
- Karel Chromík jako szuler
- Jiří Hálek jako urzędnik
- Jaroslav Tomsa jako węgierski hrabia